# ینس اشمیت
ینس اشمیت (به آلمانی: Jens Schmidt) بازیکن فوتبال و دروازه‌بان اهل آلمان شرقی بود که از سال ۱۹۹۰ میلادی عضو تیم ملی فوتبال آلمان شرقی بوده‌است. وی در ۱ بازی ملی حضور داشته و در بازی‌های ملی‌اش گلی به ثمر نرساند. ینس اشمیت آخرین بازی ملی خود را در سال ۱۹۹۰ میلادی انجام داد.